# 시베리아 개입
시베리아 개입 또는 시베리아 원정은 러시아 내전 당시 러시아 백군과 체코슬로바키아군을 지원하기 위한 연합군의 러시아 내전 개입의 일환으로 러시아 연해주로 옛 협상국 열강들이 군대를 파견한 것이다. 일본 제국 육군은 1920년 다른 연합군이 철수한 후에도 시베리아를 계속 점령했다.

## 배경
1917년 11월 러시아 10월 혁명에 이어, 러시아의 새로운 볼셰비키 정부는 1918년 3월 동맹국과 단독강화 조약을 체결했다. 1917년 동부 전선에서 러시아의 붕괴는 연합국들에게 엄청난 문제를 안겨주었는데, 러시아가 전쟁을 이탈함으로서 독일이 서부 전선의 군대와 전쟁물자를 증강할 수 있었기 때문이었다. 한편 5만 명에 달하는 체코슬로바키아 군단은 연합국의 편에서 싸우다가 연합국이 아닌 소련 내 영토에 발이 묶였고, 1918년 볼셰비키가 장악하고 있는 시베리아 횡단 철도를 따라 이동하면서 러시아 극동 블라디보스토크로 나가려는 시도를 시작했다. 때때로 체코슬로바키아 군단은 시베리아 횡단 철도와 시베리아 내 몇몇 주요 도시들을 통제했다.
이런 상황에 직면한 영국과 프랑스는 반 볼셰비키 측에서 러시아 내전에 개입하기로 결정했다. 서유럽 열강은 세 가지 목표를 가지고 있었다:
1. 연합군의 러시아 내 전쟁 자재 비축물량이 독일이나 볼셰비키의 손에 넘어가지 않도록 하기 위해
2. 체코슬로바키아 군단을 도와 전투에 복귀시키기 위해
3. 러시아 백군의 지원을 받는 정부를 세워 동부전선에 복귀시키기 위해

영국과 프랑스는 미국에 북러시아에서의 군사 작전과 시베리아에서의 군사 작전을 위한 병력를 재공해 줄 것을 요청했다. 1918년 7월, 미국 전쟁부의 조언에 반하여, 윌슨 대통령은 5,000명의 미군 병력를 미국 북러시아 원정군(아르한겔스크 북극 곰 원정대로 알려짐)으로, 10,000명의 미국 원정군을 시베리아로 보내기로 했다. 원래 자신을 꺼렸던 우드로 윌슨은 1918년 7월 6일 체코슬로바키아 군단을 돕기 위한 목적으로 시베리아에 군대를 파견하는 것에 동의했다. 같은 달, 중화민국 북양정부는 러시아에 있는 중국인들의 호소에 응했고 8월까지 2,000명의 병력를 파병했다. 이후 중국은 외몽골과 투바를 점령하고 볼셰비키 반대 운동의 일환으로 북러시아 전역으로 부대를 파견했다.
우드로 윌슨은 일본 측에 체코인들을 돕기 위한 공동 개입을 호소했고 일본은 결국 이보다 10배나 많은 군대를 보냈지만 시베리아에 7,000명 이상의 병력을 보내지 않을 것을 제안했다. 영국은 지원하기로 결정하고 먼저 자유당 국회의원과 노동조합 지도자 존 워드 중령이 지휘하는 대대를 시베리아로 보냈다. 이 부대는, 연합국 육군으로 1918년 8월 3일 블라디보스토크에 최초로 상륙했다. 프랑스군 500여 개 연대는 1918년 8월 인도차이나로부터 블라디보스토크로 파견되었다.

## 참여국

### 대영제국
영국 육군은 1800명의 병력을 시베리아에 2개 대대로 배치했다. 이 부대는 왕립햄프셔연대의 제19(자전거 보병)대대 (인도로부터 배치), 미들섹스 연대 제25대대(이라크로부터 배치)에서 왔다. 미들섹스 대대는 1918년 8월 3일 블라디보스토크에 상륙한 최초의 연합군이었다. 그 대대는 노동조합원과 존 워드 국회의원에 의해 지휘되었다.
또한 영국은 시베리아에 장교 250명과 부사관 250명으로 구성된 500명의 군사 사절단을 파견해 백군의 훈련과 장비 조성에 참여했다. 군사 임무는 알프레드 녹스 장군이 지휘했다. 여기서 적어도 64명의 영국 왕립해병대는 시베리아 전선에서의 총기 난사 사건에 연루되었다.

#### 캐나다
1918년 8월에 승인되고 제임스 H. 엘름슬리 소장이 지휘하는 캐나다 시베리아 원정대는 블라디보스토크로 보내져 연합군의 주둔을 도왔다. 4,192명의 군인으로 구성된 이 부대는 1918년 10월 26일에 블라디보스토크에 도착했지만 1919년 4월부터 6월 사이에 캐나다로 돌아왔다. 이 기간 동안, 100명 미만의 캐나다 군대가 내륙지방 옴스크로 진격해올 때 알렉산드르 콜차크 제독의 러시아 백군 정부를 지원하는 1,800명의 영국군을 위한 행정 직원으로 복무하는 등 거의 전투가 일어나지 않았다. 대부분의 캐나다군은 블라디보스토크에 남아서, 불안한 항구도시에서 일상적인 훈련과 치안 유지 임무를 수행했다.

#### 중국
중국 상인들의 요청으로 2300명의 중국군이 블라디보스토크로 보내져 중국인들의 이익을 지켰다. 중국군은 볼셰비키와 카자크 둘 다와 싸웠다.

## 참고 문헌
- Wright, Damien (2017). 《Churchill's Secret War with Lenin: British and Commonwealth Military Intervention in the Russian Civil War, 1918-20》 (영어). Solihull, UK.
- Graves, William S. (1931). 《America's Siberian Adventure 1918-1920》. New York: Peter Smith.
- Beattie, Steuart (1957). 《Canadian Intervention in Russia, 1918-1919》 (MA). McGill University.
- Moffat, Ian C.D. The Allied Intervention in Russia, 1918–1920: The Diplomacy of Chaos (2015) excerpt
- Smith, Gaddis (1959). “Canada and the Siberian Intervention, 1918–1919”. 《The American Historical Review》 64 (4): 866–877. doi:10.2307/1905120. JSTOR 1905120.
- Humphreys, Leonard A. (1996). 《The Way of the Heavenly Sword: The Japanese Army in the 1920s》. Stanford University Press. ISBN 0-8047-2375-3.
- James, Brigadier E.A. (1978). 《British Regiments 1914–18》. London: Samson Books Limited. ISBN 0-906304-03-2.
- Kinvig, Clifford (2006). 《Churchill's Crusade: The British Invasion of Russia, 1918–1920》. Continuum International Publishing Group. ISBN 1-85285-477-4.
- White, John Albert (1950). 《The Siberian Intervention》. Princeton University Press.
- Breidenbach, Joana; Nyíri, Pál (2005).  Breidenbach, Joana, 편집. 《China inside out: contemporary Chinese nationalism and transnationalism》 (영어) illurat판. Central European University Press. ISBN 963-7326-14-6.